# Sicherheitsuntersuchungsstelle des Bundes
Die Sicherheitsuntersuchungsstelle des Bundes (SUB) in Österreich ist eine gesetzliche vorgesehene, verkehrsträgerübergreifende, ständig eingerichtete, unabhängige, Untersuchungsstelle für Unfälle im Bereich des Bahn-, Seilbahn-, Zivilluftfahrt- und Schiffsverkehrs.
Die SUB war bis 2017 eine Organisationseinheit der Bundesanstalt für Verkehr (BAV) und ist seit deren Auflösung eine nachgeordnete Dienststelle des Bundesministeriums für Klimaschutz, Umwelt, Energie, Mobilität, Innovation und Technologie.

## Gesetzliche Grundlage
Gesetzliche Grundlage für die SUB ist vor allem das Bundesgesetz über die unabhängige Sicherheitsuntersuchung von Unfällen und Störungen (Unfalluntersuchungsgesetz – UUG 2005).
Europarechtliche Grundlage für dieses nationale Gesetz sind (§ 26 Nr. 1–3 UUG):
1. die Richtlinie (EU) 2016/798 über Eisenbahnsicherheit, ABl. Nr. L 138 vom 26. Mai 2016 S. 102, in der Fassung der Berichtigung ABl. Nr. L 110 vom 30. April 2018 S. 141,
2. die Richtlinie 2009/18/EG zur Festlegung der Grundsätze für die Untersuchung von Unfällen im Seeverkehr und zur Änderung der Richtlinie 1999/35/EG des Rates und der Richtlinie 2002/59/EG des Europäischen Parlaments und des Rates, ABl. Nr. L 131 vom 28. Mai 2009 S. 114 sowie
3. die Verordnung (EU) Nr. 996/2010 vom 20. Oktober 2010 über die Untersuchung und Verhütung von Unfällen und Störungen in der Zivilluftfahrt und zur Aufhebung der Richtlinie 94/56/EG, ABl. L 295 vom 12. November 2010 S. 35.

## Ziel
Ziel der Sicherheitsuntersuchungen ist es, die möglichen Ursachen eines Vorfalls zu finden, aus den Fehlern zu lernen, Wiederholungen zu vermeiden und dadurch die Verkehrssicherheit zu verbessern. Die Untersuchungen durch die SUB dienen nicht der Klärung von Schuld- und Haftungsfragen.

## Aufgaben
Die SUB kann Sicherheitsuntersuchung von Vorfällen selbst wahrnehmen oder die Durchführung einer Sicherheitsuntersuchung ganz oder teilweise beaufsichtigen. Die Beiziehung von geeigneten Personen (z. B. Sachverständige, Ärzte etc.) und Einrichtungen ist zulässig.
Die SUB führt ihre Aufgaben grundsätzlich nur in Österreich aus. Die Tätigkeit kann ausnahmsweise auch Untersuchungen von Unfällen von Eisenbahnfahrzeugen oder Schiffen im Ausland betreffen, wenn österreichische Fahrzeuge betroffen sind und kein anderer Staat eine Untersuchung durchführt. Im Inland ist die Untersuchungstätigkeit der SUB eingeschränkt, wenn es Vorfällen mit Fahrzeugen des Österreichischen Bundesheeres betrifft und diese Vorfälle durch militärische Untersuchungskommissionen untersucht werden.

## Verfahrensgrundsätze
Das Untersuchungsverfahren ist nach § 6 UUG unter Berücksichtigung des Zieles einer Sicherheitsuntersuchung
- einfach und zweckmäßig und
- unverzüglich[8] und
- schnellstmöglich abzuschließen, damit allenfalls vom Vorfall betroffene Infrastruktur so bald wie möglich wieder instand gesetzt und für den Verkehr freigegeben werden kann, und das Verfahren ist
- nicht öffentlich.

## Verfahrensablauf

### Einleitung
Die SUB bestimmt selbst bei Vorfällen, ob untersucht wird und wer Untersuchungsbeauftragter im konkreten Fall ist. In bestimmten Fällen und bei bestimmten Vorkommnissen muss die SUB eine Untersuchung einleiten.
Die SUB kann die Wiederaufnahme einer Sicherheitsuntersuchung anordnen, „wenn innerhalb von zehn Jahren nach Fertigstellung des endgültigen Untersuchungsberichtes neu hervorgekommene Tatsachen bekannt werden, auf Grund derer ein anderes Untersuchungsergebnis zu erwarten ist“.

### Untersuchung
Die mit der Verfahrensdurchführung beauftragten Untersuchungsbeauftragten haben umfangreiche Befugnisse, um ihrer behördlichen Ermittlungen wahrzunehmen.
Soll in die Rechte von natürlichen Personen eingegriffen werden, ist vorab eine Verhältnismäßigkeitsprüfung durchzuführen, ob der angestrebte Erfolg in einem vertretbaren Verhältnis zu den voraussichtlich bewirkten Eingriffen in die Rechte von Personen steht und ob nicht auch mit weniger eingreifenden Maßnahmen begründete Aussicht auf den angestrebten Erfolg besteht.

### Bericht
Die durchgeführte „Sicherheitsuntersuchung eines Vorfalls ist mit einem endgültigen Untersuchungsbericht abzuschließen. Der Bericht hat sich in seinem Inhalt nach Art und Schwere des Vorfalls zu richten. Der Bericht verweist auf den ausschließlichen Zweck einer Sicherheitsuntersuchung gemäß § 4 und § 5 Abs. 14 und enthält gegebenenfalls Sicherheitsempfehlungen“.

### Sicherheitsempfehlungen
„Eine Sicherheitsempfehlung ist ein Vorschlag zur Verhütung von Vorfällen, den der Leiter der Sicherheitsuntersuchungsstelle des Bundes auf Grundlage von Informationen herausgibt, die sich im Zuge der Sicherheitsuntersuchung ergeben haben. Sicherheitsempfehlungen werden grundsätzlich im Rahmen der Untersuchungsberichte herausgegeben und dürfen in keinem Fall Aussagen oder Vermutungen zu Fragen der Schuld oder Haftung enthalten“.
„Eine Sicherheitsempfehlung ist unabhängig vom Stand des Verfahrens der Sicherheitsuntersuchung ohne weiteren Aufschub herauszugeben, wenn dies zur Verhütung künftiger Vorfälle aus gleichem oder ähnlichem Anlass geboten ist“.

### Sicherheitsbericht und Vorfallstatistik
Die SUB hat jährlich einen Sicherheitsbericht über ihre Tätigkeiten zu erstellen, der bis spätestens 30. September jeden Jahres zu veröffentlichen ist sowie dem Nationalrat und für den Bereich Schiene der Europäischen Eisenbahnagentur zu übermitteln ist.
Ebenfalls hat die SUB eine anonymisierte Statistik (Vorfallstatistik) „über die ihr gemeldeten Vorfälle zu führen und jährlich als Teil des Sicherheitsberichtes gemäß § 19 zu veröffentlichen“.

## Einrichtung und Organisation
Die SUB wird von einem Leiter geführt, der vom Bundesminister für Verkehr, Innovation und Technologie bestellt wird.
Die Untersuchungsbeauftragten sind bei der Durchführung ihrer Sicherheitsuntersuchungen an keine Weisungen von Organen außerhalb der Sicherheitsuntersuchungsstelle des Bundes gebunden.

## Statistik
2013 wurden der SUB im Bereich
- Bahn: 1693 Meldungen erstattet und 27 Untersuchungen eingeleitet,
- Schifffahrt: 42 Meldungen erstattet und eine Untersuchung eingeleitet
- Seilbahn: 13 Meldungen erstattet und keine weitere Untersuchung eingeleitet,
- Zivilluftfahrt: 1927 Meldungen erstattet und 41 Untersuchungen eingeleitet.

## Verkehrssicherheitsbeirat
Zur sachverständigen Beratung in Fragen der Verkehrssicherheit und zur laufenden Evaluierung und Weiterentwicklung eines Verkehrssicherheitsprogrammes für alle Verkehrsträger hat der Bundesminister für Verkehr, Innovation und Technologie den paritätisch besetzten Verkehrssicherheitsbeirat auf fünf Jahre zu bestellen.
Der Vorsitzende des Verkehrssicherheitsbeirates ist der Bundesminister für Verkehr, Innovation und Technologie.
Die Sitzungen des Beirates sind nicht öffentlich. Der Verkehrssicherheitsbeirat gibt sich selbst eine Geschäftsordnung.